# Lawina w Bagaro Serai
Lawina, która zeszła 17 lutego 2010 w pakistańskim dystrykcie Kohistan na wioskę Bagaro Serai. Spowodowała ona śmierć 102 osób, a wiele kolejnych osób zostało rannych.
Lawina została spowodowana obfitymi opadami śniegu. Według lokalnych władz, zespoły ratownictwa miały trudności dostać do wioski. Wszystkie drogi zostały zablokowane z powodu lawiny i dalszego osuwania się ziemi. Do wioski wysłano helikoptery oraz ciężki sprzęt biorące udział w akcji ratunkowej.
Premier Pakistanu Yousaf Raza Gilani wyraził smutek i żal w związku z klęską żywiołową.